# U10 (Berlin)
U10 je nikad realizirani projekt Berlinskog U-Bahna. Naziva se još i linija F.
Planirane stanice: (1977.)
| Stanica                 |                    |
| ----------------------- | ------------------ |
| Weißensee               |                    |
| Falkenberger Straße     |                    |
| Gürtelstraße            |                    |
| Greifswalder Straße     | S-Bahn             |
| Elbinger Straße         |                    |
| Marienburger Straße     |                    |
| Am Friedrichshain       |                    |
| Alexanderplatz          | S-Bahn, U2, U5, U8 |
| Berliner Rathaus        | U5                 |
| Dönhoffplatz            |                    |
| Leipziger Straße        |                    |
| Potsdamer Platz         | S-Bahn, U2         |
| Kulturforum             |                    |
| Lützowstraße            |                    |
| Kurfürstenstraße        | U1                 |
| Pallasstraße            |                    |
| Kleistpark              | U7                 |
| Kaiser-Wilhelm-Platz    |                    |
| Dominicusstraße         |                    |
| Innsbrucker Platz       | S-Bahn, U4         |
| Rathaus Friedenau       |                    |
| Kaisereiche             |                    |
| Walther-Schreiber-Platz | U9                 |
| Schloßstraße            | U9                 |
| Rathaus Steglitz        | S-Bahn, U9         |
| Händelplatz             |                    |
| Klinikum Steglitz       |                    |
| Tietzenweg              |                    |
| Drakestraße             |                    |